# Diga di Nalps
La diga di Nalps è una diga ad arco situata in Svizzera, nel Canton Grigioni, nel comune di Tujetsch.

## Descrizione
Ha un'altezza di 127 metri e il coronamento è lungo 480 metri. Il volume della diga è di 594.000 metri cubi.
Il lago creato dallo sbarramento, il lai da Nalps ha un volume massimo di 45 milioni di metri cubi, una lunghezza di 2 km e un'altitudine massima di 1908 m s.l.m. Lo sfioratore ha una capacità di 150 metri cubi al secondo.
Le acque del lago vengono sfruttate dall'azienda Ovra Electrica Rein Anteriur.

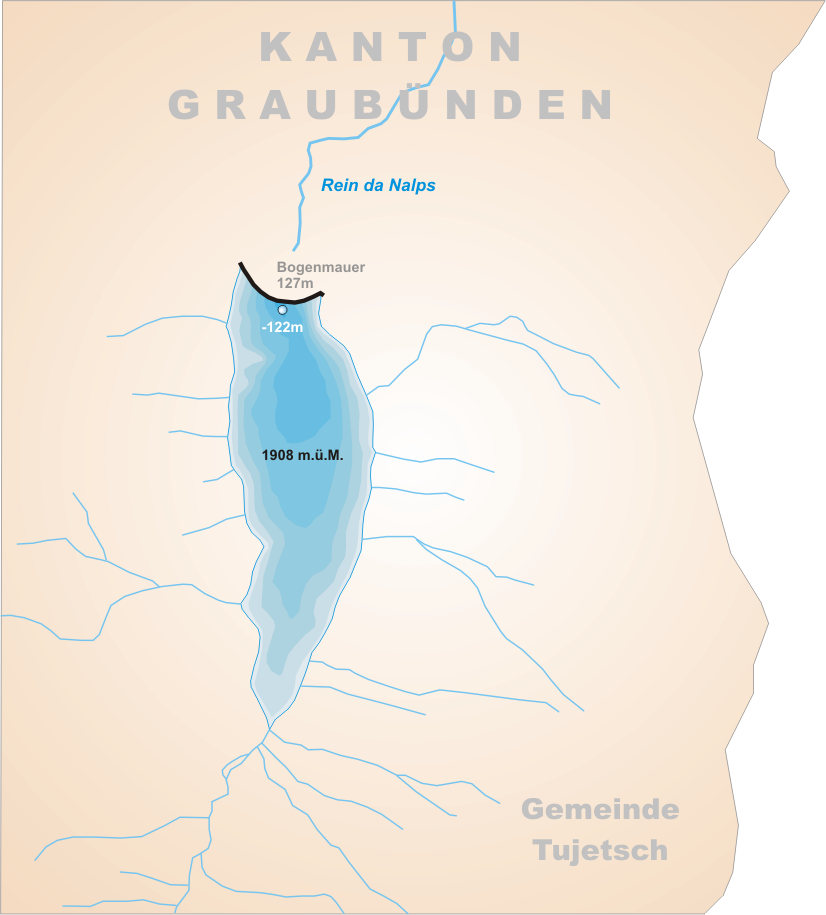
Mappa del lago